# 比利亚梅迪亚纳德雷瓜
比利亚梅迪亚纳德雷瓜，是西班牙拉里奥哈自治区的一个市镇。总面积20平方公里，总人口2506人（2001年），人口密度125人/平方公里。